# سربه‌دست

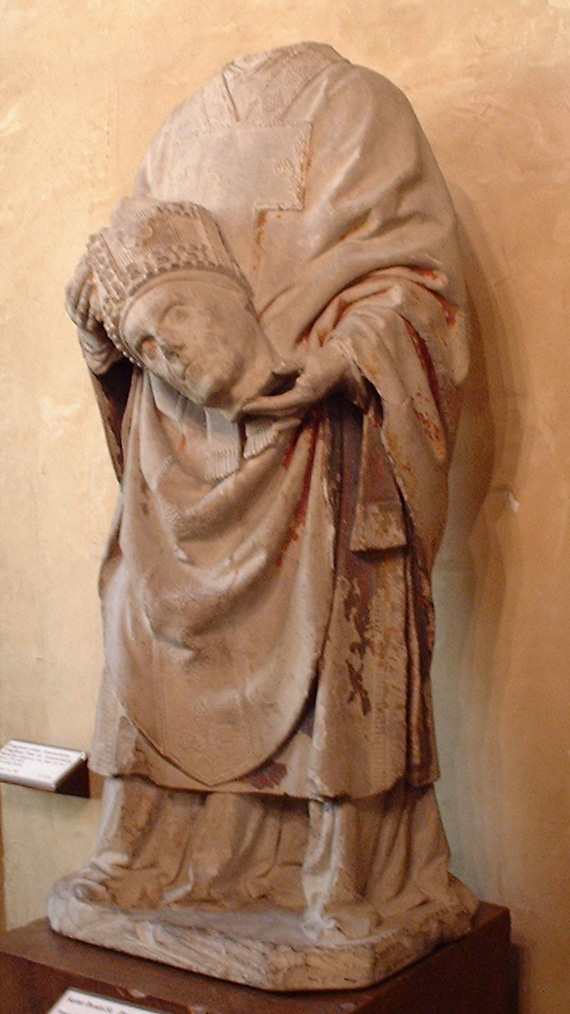
دنیس مقدس پاریس

در هنر مسیحی، سربه‌دست (انگلیسی: Cephalophore) به قدیسانی گفته می‌شود که در حال حمل سر خود ترسیم یا تراشیده می‌شوند. این معمولاً بدین معنی است که شهادت آن قدیس با بریده شدن سرش رخ داده‌است.
قرار دادن هاله نور برای قدیسان در این شرایط برای هنرمند چالش ایجاد می‌کند؛ بعضی‌ها هاله را در جایی که قبلاً سر بوده، قرار می‌دهند، برخی دیگر قدیس را در حال حمل سر و هاله با هم ترسیم می‌کنند. برخی هم این دو را جدا از هم قرار می‌دهند.
در افسانه‌های مربوط معمولاً گفته شده که قدیس‌ها بعد از بریده شدن سر، ایستاده‌اند و سر خود را به‌دست گرفته‌اند. اصطلاح سربه‌دست اولین بار در مقاله‌ای فرانسوی، نوشته توسط مارسل هبرت، در سال ۱۹۱۴ ذکر شده‌است.